# Andre Geim
Andre K. Geim (* 21. října 1958, Soči) je vědec známý objevem grafenu, i když jeho experiment s levitujícími žábami jej asi[zdroj?] u široké veřejnosti proslavil více. Mezi jeho další objevy patří např. „gekoní páska“, což je superpřilnavý materiál, jehož jeden cm² udrží čtvrtkilogramové závaží.
Narodil se v Rusku, kde také začal vědecky pracovat v Ruské akademii věd. Poté pracoval na univerzitě v nizozemském Nijmegenu a od roku 2001 vědecky bádá na univerzitě v Manchesteru. Od roku 2007 je členem Královské společnosti.
V roce 2000 získal za objev „levitujících žab“ Ig Nobelovu cenu. Za objev grafenu získal v roce 2007 Mottovu cenu, v roce 2008 cenu Europhysics Prize, v roce 2009 Körberovu cenu a Nobelovu cenu za fyziku v roce 2010.